# Laurent Bernasconi
| Entdeckte Asteroiden: 8 | Entdeckte Asteroiden: 8 |
| ----------------------- | ----------------------- |
| Nummer und Name         | Entdeckungsdatum        |
| (12580) Antonini        | 8. September 1999       |
| (13395) Deconihout      | 10. September 1999      |
| (13396) Midavaine       | 11. September 1999      |
| (23999) Rinner          | 9. September 1999       |
| (24000) Patrickdufour   | 10. September 1999      |
| (36057) 1999 RC33       | 10. September 1999      |
| (70221) 1999 RZ44       | 11. September 1999      |
| (74629) 1999 RB45       | 11. September 1999      |

Laurent Bernasconi (* 1966) ist ein französischer Astronom und Asteroidenentdecker.
Im Jahre 1999 entdeckte er am Observatorium in St. Michel sur Meurthe (IAU-Code 164) im Kanton Saint-Dié-des-Vosges-Ouest insgesamt 8 Asteroiden.
Der Asteroid (13793) Laubernasconi wurde am 26. Juli 2000 nach ihm benannt.